# Предвиђање структуре протеина
Предвиђање структуре протеина је једна од најзначајнијих технологија коју користе рачунска структурна биологија и теоретска хемија. Има за циљ одређивање тродимензионалне структуре протеина у зависности од редоследа аминокиселина. Простије речено, ова технологија предвиђа терцијарну структуру протеина у зависности од њене примарне структуре. С обзиром на корисност познате структуре протеина, као што је рецимо рационално откривање лекова, ово је веома активно истраживачко поље.

## Увод
Практична улога предвиђања структуре протеина је сада важнија него икад. Огромне количине података о структури протеина се могу добити помоћу модерних напора структуисања великог опсега ДНК, као што је „Human Genome Project“. Упркос свеобухватним напорима у структурној генетици, резултат експеримантално одређених структура протеина, обично коришћењем релативно скупе рендгеноструктурне анализе и НМР спректроскопије, веома касни за резлтатима протеинског поредка.
Постоји већи број фактора, који предвиђање структуре протеина чине тешким задатком, а међу њих спадају:
- Број могућих структура које протеин може да има је веома велики и то је означено као Левинталов парадокс.
- Физичка база стабилности протеинске структуре није у потпуности схваћена (позната).
- За формирање терцијарне структуре неопходни су протеини познати као „пратиоци“ (chaperones) који су потребни неким протеинима како би се правилно увили, док се други протеини не могу правилно увити без модификација као што је гликозилација.
- Одређени редослед аминокиселина у зависности од своје околине би можда могао да претпостави вишеструке конформације, па тада биолошки активна конформација не би била термодинамички најповољнија.
- Директна симулација увијања протеина путем метода као што је молекуларна динамика, упркос напорима распрострањених компјутерских пројеката (као што је Folding@home), није лако обрадива, како из практичних тако и из теоретских разлога, осим у случају веома малих протеина.

Упркос горенаведеним препрекама, многе истраживачке групе, које се баве овим задатком, праве велики напредак. Предвиђање структуре малих протеина је сада савршено реалан циљ. Широк спектар метода се рутински примењује за оваква предвиђања. Ови приступи се могу поделити у две класе:
- Ab initio моделирање и
- компаративно моделирање.

## моделирање протеина
Ab initio, или de novo методе моделирања протеина теже изградњи тродимензионалног модела протеина „од нуле“ (from scratch), односно више су базирани на физичким принципима него на претходно решеним структурама. Постоје многе могуће процедуре, које или покушавају да имитирају увијање протеина или покушавају да примене неке стохастичке методе како би пронашли могућа решења. Ове процедуре захтевају огромне рачунске ресурсе и због тога су биле спроведене само за ситне протеине. За покушај предвиђања структуре протеина de novo методом за велике протеине, биће нам неопходни бољи алгоритми и велики рачунски ресурси, који се могу спровести уз помоћ или моћних суперкомпјутера (као шту су „Blue Gene“ или „MDGRAPE-3“) или распрострањених рачунарских пројеката (као што су Folding@home и Human Proteome Folding Project). Иако су ове рачунске баријере огромне, потенцијална добробит структурне геномике чини ab initio структурно предвиђање активним истраживачким пољем.

## Компаративно моделирање протеина
Компаративно моделирање протеина користи претходно решене структуре као полазне тачке, или узорке. Ова метода даје ефекта јер иако је број правих протеина огроман, постоји ограничен број терцијарних структурних основа којима већина протеина може да припада. Утврђено је да, иако постоје милиони различитих протеина, у природи постоји само око 2000 карактеристичних начина њиховог увијања.
Ове методе такође можемо поделити у две групе:
- Хомологно моделирање је базирано на прихватљивој претпоставци да два хомологна протеина могу да деле веома сличне структуре. Обзиром да је увијање протеина кроз еволуцију више сачувано него њихов низ аминокиселина, циљни низ може бити изграђен, са прихватљивом тачношћу, на веома удаљеном сродном узорку, под условом да се веза између циља и узорка разликује само по начину уређења примарне структуре. Утврђено је да ће примарна сметња у компаративном моделирању пре настати из потешкоћа у секвенци, него из грешака у предвиђању структуре која настаје из добро познатих поравнања.[3] Није изненађујуће што је хомологно моделирање најтачније када циљ и узорак имају сличне низове.
- Рачунарска предикција протеинске секвенце или структуре („protein threading“)[4] упоређује низ аминокиселина непознате структуре са базама података познатих структура. У сваком појединачном случају, добијена функција се користи за процењивање компатибилиности низа са структуром, чиме се проширују могући тродимензионални модели. Овакав тип метода је такође познат као 3D – 1D препознавање увијања, због своје компатибилне анализе између тродимензионалних структура и линеарног низа протеина. Овај метод је омогућио напредак другим методама, које се баве обрнутим истраживањем увијања, на начин којим упоређујући компатибилност дате структуре са огромним базама података низова предвиђају који низови поседују потенцијал да проузрокују дато увијање.

## Геометријско предвиђање бочног ланца
Чак и методе предвиђања структуре, које имају прихватљиву тачност за пептидну основу, обично дају погрешну оријентацију и паковање бочног ланца аминокиселина. Методе које се искључиво баве предвиђањем геометрије бочног ланца, укључују методе елиминације мртвих крајева („dead-end elimination“) и самодоследности средине поља („self-consistent mean field“). Обе методе изолују непрекидно променљиве двостране углове који одређују усмеравање бочног ланца повезаног са основом у групу ротамера (конформације бочног ланца са ниском енергијом) са причвршћеним двостраним угловима. Методе затим покушавају да идентификују групе ротамера које минимизирају енергију крајњег модела. Ове методе се највише користе за анализу хидрофобног језгра протеина, где су бочни ланци веома густо паковани. Оне имају више проблема са слободним групама и са високом флексибилношћу остатака површине.

## Софтвер
- MODELLER је популарна софтверска алатка за прављење хомологних модела коришћењем методологије изведене из обраде података НМР спектроскопије.
- SwissModel пружа аутоматски web сервер за основно хомологно моделирање.

Најчешћа софтверска алатка за завијање протеина је 3D-PSSM. Основни алгоритам за завијање је описан у и веома јасан за коришћење.
- TIP је база података STRUCTFAST[6] модела и компјутеризованих сличности између низова, структура и веза.

## Протеин-протеин комплекс
У случају комплекса два или више протеина, где су структуре протеина познате или се могу предвидети са великом тачношћу, за предвиђање структуре комплекса се може користити метода пристајања протеина на протеин (protein-protein docking method). Информације о ефектима мутације на одређеним местима сродних комплекса помажу да разумемо комплексне структуре и да управљамо овим методама.